# Common Reaction
Common Reaction es el álbum debut de Uh Huh Her que fue lanzado el 19 de agosto de 2008 en los Estados Unidos. El álbum de electropop cuenta con la voz de Camila Grey y  Leisha Hailey en la guitarra y el teclado.
La canción "Explode" fue utilizada como banda sonora en la quinta temporada de la serie The L Word, en el tercer episodio "Lady of the Lake". La aparición de la canción es un homenaje a Leisha Hailey, quien interpreta a Alice Pieszecki en la serie. La canción "Dreamer" fue utilizada en el episodio 15 de la octava temporada de Smallville.

## Lista de canciones[4]
1. "Not a Love Song" – 3:33
2. "Explode" – 2:50
3. "Wait Another Day" – 4:01
4. "Common Reaction" - 4:01
5. "Say So" – 3:29
6. "Covered" – 3:54
7. "Everyone" - 3:37
8. "Away From Here" – 3:22
9. "So Long" – 2:42
10. "Dance With Me" – 3:02
11. "Dreamer" - 3:53

### Bonus Track
12. "Mystery Lights" – 4:15
13."Not a Love Song" (Morgan Page Remix) - 7:13

## Videoclips
- "Not a Love Song" (2008)[5]
- "Explode" (2008)[6]

## Personal
- Al Clay – percusión, producción, mezclas, programación.
- Camila Grey – compilación, bajo, guitarra, teclado, voz, producción, programación.
- Leisha Hailey – compilación, voz
- Jordan Medina – batería